# Ernesto Amantegui
Ernesto Amantegui Phumipha (in thailandese เอร์เนสโต อมันเตกี ภูมิภา; Oviedo, 16 aprile 1990) è un calciatore spagnolo naturalizzato thailandese, difensore del Nakhon Pathom Utd e della nazionale thailandese.

## Biografia
È nato a Oviedo da madre thailandese e padre spagnolo.

## Carriera

### Club
Ha giocato nella massima serie thailandese.

### Nazionale
Nel 2021 ha esordito in nazionale.

## Palmarès

### Club

#### Competizioni nazionali
- Campionato thailandese: 1

Buriram United: 2013
- Thai FA Cup: 1

Buriram United: 2013